# 가디르급 잠수함
가디르급 잠수함(Ghadir-class submarine)은 이란 해군의 최신형 잠수함이다.

## 역사
가디르는 사우디 아라비아의 지명으로, 시아파 무슬림의 성지이다. 이란은 시아파 무슬림 최대 국가이다. 533mm 중어뢰 2문을 장착한다. 기존의 유고급은 406mm 경어뢰 2문을 장착했다. 대함미사일을 발사할 수 있으며, 쉬크발 어뢰도 장착할 수 있다고 알려졌다.
2005년 5월 11일 이란은 국영 TV를 통해 공식적으로 잠수함의 제작을 최초로 선언하였다. 이 잠수함은 스텔스 기능이 갖춰진 것으로 알려졌다. 이란 관계 당국은 순수하게 이란 기술로 만들어진 것이라고 주장했다.
2007년 11월 24일 이란은 하빌볼라 사이야이 장군은 국내에서 자체 제작한 자마란 프리킷함과 가디르급 잠수함을 진수하여 11월 28일부터 운용에 들어갈 것이라고 밝혔다. 그는 또한 잠수함에는 최신예 장비가 탑재될 것이며 그 성능은 외국의 동급 잠수함과 같다고 밝혔다. 이것이 이란 최초의 가디르급 잠수함이며, 2006년 진수한 나항급 잠수함에 이어 두 번째로 자체 생산된 잠수함이다.
이 잠수함에는 소나를 회피하는 스텔스 기능과 최신예 전자 장비가 장착되어 있고, 미사일과 어뢰를 동시에 발사할 수 있다고 알려져 있지만, 이러한 무기에 대한 어떤 정보도 제공되지 않았다. 이란의 최고 지도자 알리 카메네이는 진수식에서 해군 참모총장에게 "오늘에야 우리는 군사적인 요구를 설계하고, 제작할 수 있게 되었다. 우리는 자주국방을 달성했다."라고 말했다. 새로운 가디르급 잠수함은 2009년 7월에 해군에 인도되었다.

## 북한
2018년 대만의 잠수함 도입 사업에, 북한이 입찰했다. 2016년 8월 대만에 제출한 서류에는 북한이 130톤 연어급 잠수함, 330톤 상어급 잠수함을 독자적으로 생산하고 있다고 밝혔으며, 공기불요추진(AIP∙Air-independent propulsion)과 무산소 발전소(VNEU)의 설계도 일부와 기술 이전 계획이 포함됐다. AIP와 VNEU는 칼리나급 잠수함에 러시아도 최초로 적용할 것이라는 최첨단 기술이다.

## 가디르급
| 함명         | 진수식      | 상태   |
| ------------ | ----------- | ------ |
| 가디르       | 2007년 11월 | 사용중 |
| Name unknown | 2008년 8월  | 사용중 |
| Name unknown | 2008년 11월 | 사용중 |
| 가디르 945   | 2009년 6월  | 사용중 |
| 가디르 946   | 2009년 6월  | 사용중 |
| 가디르 947   | 2009년 6월  | 사용중 |
| 가디르 948   | 2009년 6월  | 사용중 |

## 연어급 잠수함
민군 합동조사단 정보분석팀장으로 천안함 사건조사에 참여한 황원동 DIA 국장(공군 중장)은 "연어급은 수출형으로 건조됐다. 최근에 건조하다 보니 여러 가지 야시(夜視) 장비 등을 포함한 고성능 장비를 보유하고 있다. 은밀성을 높이기 위해 특별하게 선체를 구조한 것도 상어급과 구분되는 특징"이라고 말했다.

## 같이 보기
- 발파즈르 어뢰